# Liste des canaux de Dorsoduro

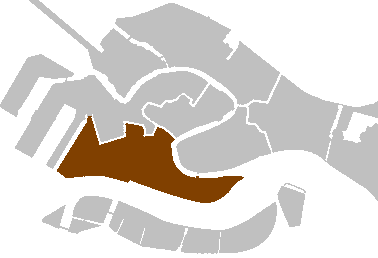
Localisation de Dorsoduro à Venise.

Cet article recense les canaux de Dorsoduro, sestiere de Venise en Italie.

## Généralités

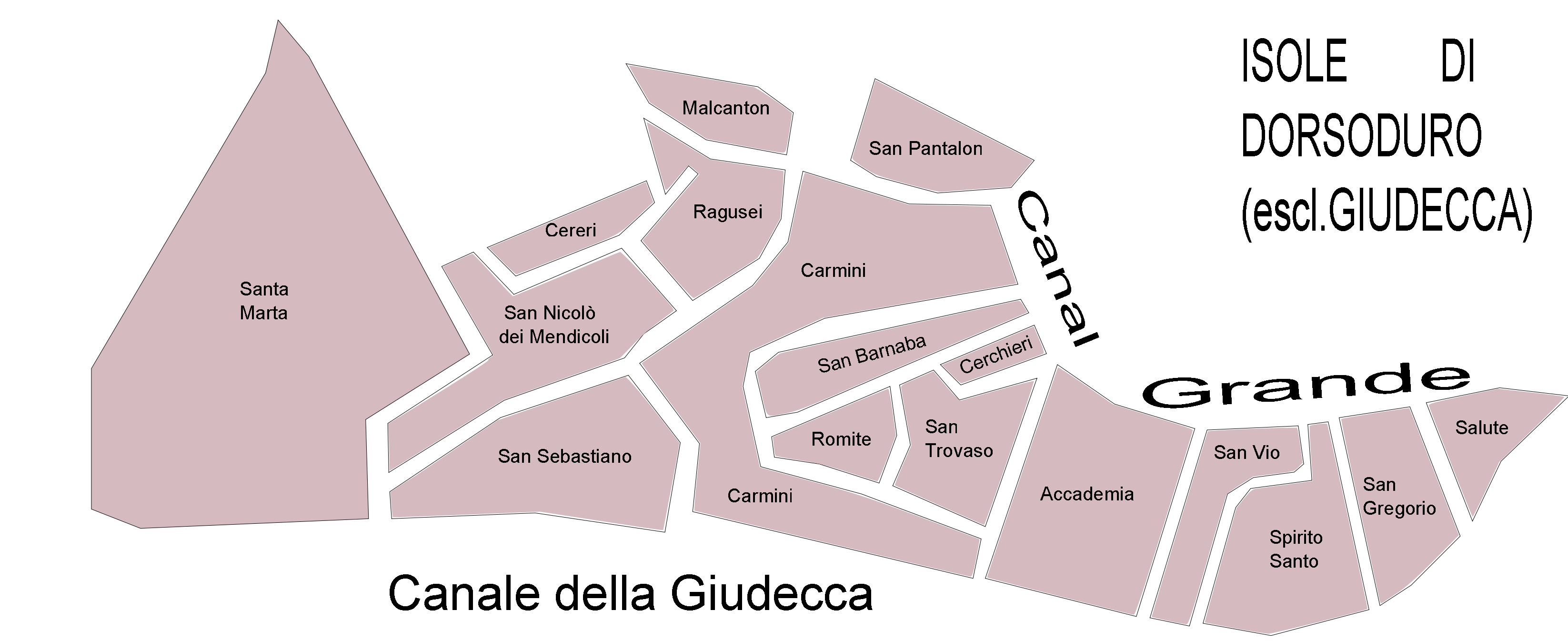
Carte des îles formant Dorsoduro.

Comme les autres sestieri de Venise, Dorsoduro est composé de plusieurs îles distinctes, séparées par des canaux. 
Situé dans le sud-ouest de Venise, Dorsoduro est limitrophe des sestieri ou étendues d'eaux suivantes :
- Au nord : Santa Croce et San Polo
- À l'est : le Grand Canal, qui le sépare de San Marco
- Au sud et à l'est : la lagune de Venise

Dorsoduro comporte également l'île de la Giudecca, au sud, qui est séparée du reste du quartier par le canal de la Giudecca.

## Canaux

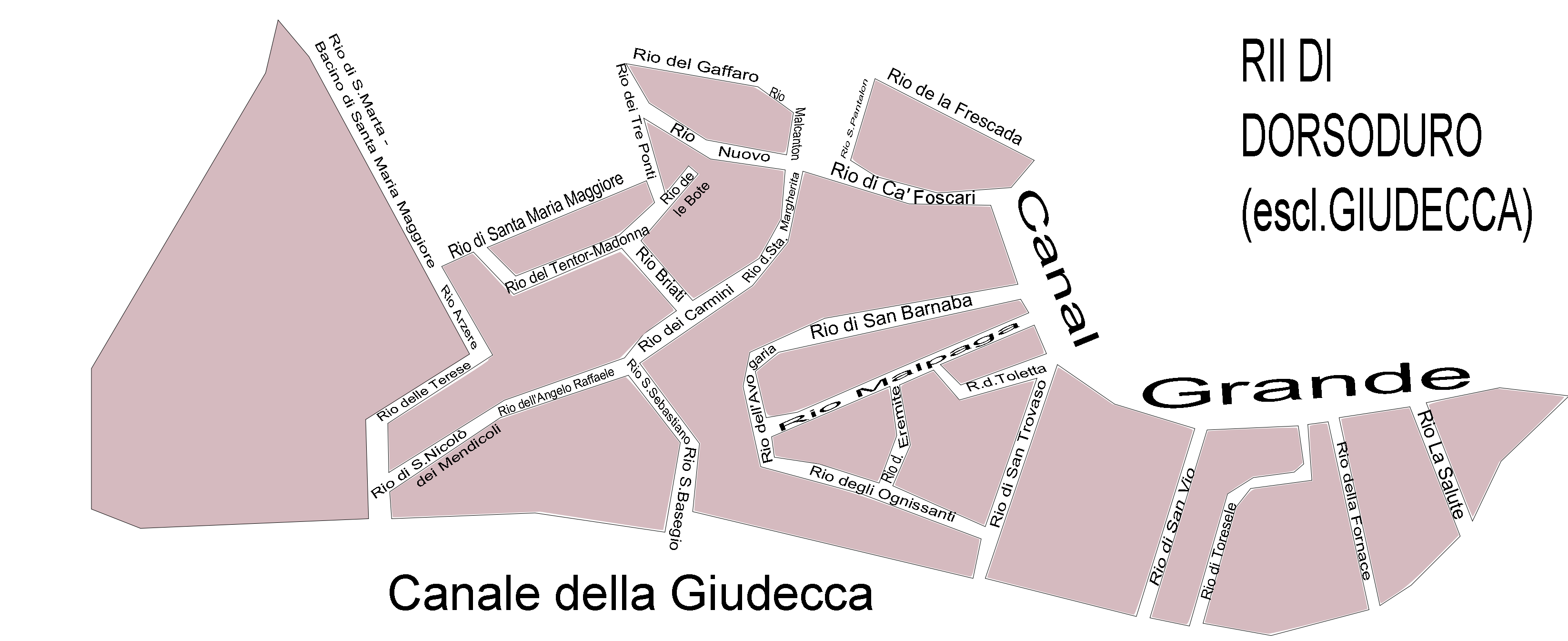
Carte des canaux de Dorsoduro (hors Giudecca).

### Canaux limitrophes
En partant du nord et dans le sens des aiguilles d'une montre, Dorsoduro est délimité par les canaux (ou étendues d'eau) suivants :
- Limite avec Santa Croce :
  - Rio de Santa Marta (ou bacino di Santa Maria Maggiore)
  - Rio de Santa Maria Maggiore (ou de le Procuratie)
  - Rio dei Tre Ponti
  - Rio del Gaffaro (ou del Magazen)
  - Rio del Malcanton
  - Rio de San Pantalon (ou de le Mosche)
  - Rio Novo
  - Canal de Santa Chiara
  - canal de la Scomenzera

- Limite avec San Polo :
  - Rio de la Frescada

- Grand Canal

### Canaux donnant sur le Grand Canal
Les canaux suivants débouchent sur le Grand Canal :
- Rio de Ca' Foscari
- Rio de San Barnaba
- Rio del Malpaga
- Rio de la Toletta
- Rio de la Carità (ou dell'Accademia)
- rio Antonio Foscarini

### Canaux donnant sur le canal de la Giudecca
Les canaux suivants débouchent sur le canal de la Giudecca :
- Rio de San Basegio
- Rio di San Nicolo' dei Mendicoli
- Rio de San Trovaso
- Rio de San Vio
- Rio de le Toresele (formé du rio Piccolo del Legname et du rio Pietre Bianche)
- Rio de la Fornaze (ou de San Gregorio)
- Rio de la Salute

### Canaux à l'intérieur dusestiere
- Rio dei Ognisanti
- Rio de le Romite
- Rio de l'Avogaria
- Rio de San Sebastian
- Rio de l'Anzolo Rafael
- Rio dei Carmini
- Rio de Santa Margarita
- Rio Novo
- Rio Briati
- Rio del Tentor (ou de la Madonna)
- Rio de le Bote
- Rio de le Terese
- Rio de l'Arzere

### Canaux enfouis
- rio terà Canal (à l'est) et
- rio terà de la Scoazzera (à l'ouest): relient le Campo Santa Margherita au rio de San Barnaba
- rio terà dei Ognissanti: relie le rio dei Ognissanti au rio del Malpaga
- rio terà de la Carità: prolongeait le rio de la Carità vers le sud en rio morte
- rio terà Antonio Foscarini (au nord) et
- rio terà dei Gesuati (au sud) prolongeaient le rio Antonio Foscarini jusqu'au Canal de la Giudecca
- Rio terà dei Saloni : reliait le canal de la Giudecca aux canaux enfilés :
  - rio terà dei Catecumeni : partant sur le rio della Salute
  - calle nuova del rio terà
  - rio terà del Spezier : partant sur le rio della Fornace

### Giudecca

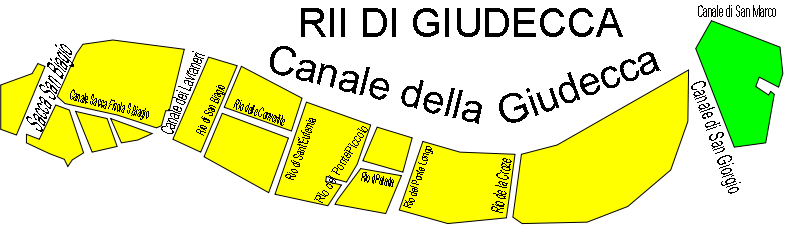
Carte des canaux de la Giudecca.

- Canal de la Giudecca (entre Giudecca et Dorsoduro)
- Canale della Grazia (limite avec Dorsoduro)
- Rio de la Croze
- Rio del Ponte Longo
- Rio del Ponte Piccolo
- Rio de la Palada
- Rio de Sant'Eufemia
- Rio de le Convertite
- Rio de San Biagio
- Rio dei Lavraneri
- Rio Morto
- Rio dei Scorzeri
- Canale Sacca Fisola (avec le Ramo primo et le Ramo secondo)